# James Bruce Falls
James Bruce Falls je neoficiální název vodopádu v rezervaci Princess Louisa Provincial Marine Park v kanadské provincii Britská Kolumbie. S výškou 840 metrů je nejvyšším vodopádem na severoamerickém kontinentu a devátým nejvyšším vodopádem na světě. Vodopád vzniká táním sněhových polí a ve dvou rovnoběžných kaskádách širokých čtyři a půl metru padá do řeky Loquilts Creek. Množství vody v průběhu roku kolísá, v červenci jeden z proudů prakticky vyschne. Vodopády jsou dostupné pouze letadlem nebo lodí.